# دارشکنک خال‌چشمی
دارشکنک خال‌چشمی (نام علمی: Picumnus dorbignyanus) نام یک گونه از سرده دارشکنک‌ها است.